# Kochankowie z Marony (powieść)
Kochankowie z Marony – powieść Jarosława Iwaszkiewicza z 1961 roku.

## Treść
Akcja toczy się we wsi Marona nad jeziorem. Główna bohaterka, nauczycielka Ola, poznaje dwóch mężczyzn. Janek jest kuracjuszem miejscowego sanatorium dla gruźlików, a Arek – jego przyjacielem. Obaj robią na niej wielkie wrażenie, ale to w Janku się zakochuje. Ich romans nie podoba się jednak mieszkańcom wsi oraz władzom sanatorium. Na dodatek Ola ma świadomość postępującej choroby Janka i zbliżającego się końca. Nie rezygnuje jednak z miłości.